# ادعاء صحي
الادعاءات الصحية على ملصقات المنتجات الغذائية هي ادعاءات تضعها الشركات المصنعة للمنتجات الغذائية تشير إلى أن المواد الغذائية الخاصة بهذه الشركات سوف تقلل من مخاطر التعرض لمرض أو حالة ما. وتزعم الشركات المصنعة لـحبوب الشوفان أن نخالة الشوفان يمكن أن تقلل الكوليسترول، وهو ما سيؤدي إلى تقليص فرص الإصابة بحالات القلب الخطيرة.

## القانون في الولايات المتحدة
في الولايات المتحدة، تخضع هذه الادعاءات، التي يُشار إليها عادة باسم «الادعاءات الصحية المؤهلة»، التي يتم تنظيمها من قِبل إدارة الأغذية والأدوية في المصلحة العامة. انظر 21 قانون اللوائح الفيدرالية § 101.14.
ونصت الأحكام التي كانت قيد التطبيق قبل عام 2003م على «اتفاق علمي كبير» قبل وضع البيان. وكان من شأن إحدى القواعد في عام 2003م توصيف الادعاءات الصحية باستخدام تسلسل هرمي من درجات اليقين:
- أ: «هناك اتفاق علمي كبير بشأن [الادعاء].»
- ب: «على الرغم من وجود بعض الأدلة العلمية الداعمة [للادعاء]، إلا أن الأدلة ليست قاطعة.»
- ج: «بعض الأدلة العلمية تشير إلى [الادعاء]. ومع ذلك، قررت إدارة الأغذية والأدوية أن هذا الدليل محدود وليس حاسمًا.»
- د: &«أبحاث علمية محدودة للغاية وأولية تشير إلى [الادعاء]. وتختتم إدارة الأغذية والأدوية بأن هناك دليلاً علميًا ضعيفًا يدعم هذا الادعاء.»

## القوانين الأوروبية
في المملكة المتحدة، ينص القانون على أن أي ادعاء خاص بالصحة يتم وضعه على ملصقات المنتجات الغذائية يجب أن يكون صحيحًا وغير مضلل. ويمكن لمنتجي المواد الغذائية اختيار استخدام (توقف عام 2010م) مبادرة الادعاءات الصحية المشتركة لتحديد ما إذا كانت ادعاءاتهم من المرجح أن تكون متوافقة قانونًا.
وفي أوائل عام 2005م انتهى المشروع الأوروبي «عملية تقييم الدعم العلمي للادعاءات بشأن الأغذية» (PASSCLAIM) الذي جاء برعاية الاتحاد الأوروبي وبتنسيق المعهد الدولي لعلوم الحياة. وكان الهدف من المشروع هو وضع معايير للإثبات العلمي للادعاءات بشأن الأغذية. وساهم عدة مئات من العلماء من الأوساط الأكاديمية ومعاهد البحوث والحكومة وصناعة المواد الغذائية في المشروع. وقد نُشرت ورقة التوافق النهائية، التي تشمل المجموعة النهائية من المعايير، في يونيو 2005م في مجلة التغذية الأوروبية.
يمكن الاطلاع على لمحة عامة على المواقف الحالية والمستقبلية بشأن الادعاءات الصحية في الاتحاد الأوروبي بما في ذلك المقترحات والبيانات الصحفية والمذكرات على الموقع المفوضية الأوروبية. 

## وصلات خارجية
- FDA's website on qualified health claims
- New York Times article, “Looser Rules Proposed for Health Claims on Food Labels”
- UK Food Standards Agency advice
- Process for the Assessment of Scientific Support for Claims on Foods
- Agriculture & Agri-Food Canada
- Proposed claims for functional ingredients send to be evaluated by EFSA from the European food industries
- http://ec.europa.eu/food/food/labellingnutrition/claims/index_en.htm.
- Statutory Instrument 1996 No. 1499 UK Food Labelling Regulations 1996